# بيل شاندلير (لاعب هوكي الجليد)
بيل شاندلير هو لاعب هوكي الجليد كندي، ولد في 5 أغسطس 1930 في ريجاينا في كندا، وتوفي في 7 مارس 1991.